# Biblioteca de la duquesa Ana Amalia
La Biblioteca de la duquesa Ana Amalia (en alemán: Herzogin Anna Amalia Bibliothek) fue fundada en 1691 con el nombre de "Biblioteca ducal" por el duque Guillermo Ernesto de Sajonia-Weimar. En 1991, con motivo del 300 aniversario de su fundación, se le otorgó el nombre de la duquesa Ana Amalia por haber sido su máxima patrocinadora. La biblioteca es famosa por su elaborada sala rococó de tres niveles. En 1998 la biblioteca fue nombrada Patrimonio de la Humanidad por la Unesco como parte del conjunto de edificios denominados Weimar clásico.
Al terminar el 2012, el inventario de la biblioteca estaba compuesto por un total de 1 021 993 libros, manuscritos y documentos físicos, lo que representó un incremento del 2% sobre el año anterior. Había además 16 000 títulos digitalizados.

## Historia
En 1681, el duque Guillermo Ernesto abrió las puertas de esta colección de libros al público de su corte. Este evento marcó la fundación de la biblioteca, que en esa época se albergaba en el Palacio ducal. A fines de 1690 esextinguió la línea dinástica de los duques de Sajonia-Jena, y por ello la colección de aproximadamente 500 libros se juntó con la colección de aproximadamente 1000 libros de los duques de Sajonia-Weimar.
A principios del siglo XVIII la biblioteca creció rápidamente gracias a la compra de colecciones privadas. Una de las más importantes adquisiciones fue la colección de 8400 volúmenes del catedrático de la Universidad de Wittenberg, Konrad Samuel Schurzfleisch, que contenía varios manuscritos medievales, incunables y ediciones del impresor Aldo Manucio.  Ya para 1727 el autor Caspar Friedrich Neickel alababa la biblioteca como "una de las más excelentes de toda Alemania" en su libro Museographia. Al morir el duque Guillermo Ernesto en 1728, el crecimiento de la biblioteca se estancó de forma dramática.

### Segundo periodo (1766-1832)
En 1766, a instancias de la duquesa regente Ana Amalia de Brunswick-Wolfenbüttel, la biblioteca fue trasladada del Palacio ducal al llamado Palacio verde, que había sido remodelado para su uso exclusivo. El nombre del palacio se debe probablemente a la pátina verdigr♙s del techo de cobre del antiguo edificio. De esta época data la creación de la sala rococó según los planes de August Friedrich Straßburger. Con el cambio de local fue posible tener el espacio suficiente para hacer más adquisiciones y para hacer la colección más accesible al público. Este cambio fue además providencial, ya que ocho años más tarde el Palacio ducal fue destruido en un incendio. Para esta época la colección comprendía unos 30 000 volúmenes.
La duquesa Ana Amalia hizo donaciones regulares de primeras ediciones de literatura italiana, francesa, inglesa y alemana a la biblioteca, culminando en 1774 con una donación de aproximadamente 2500 volúmenes tras el incendio del Palacio ducal. Entre estos volúmenes había varias partituras de ópera italiana, pero la aportación más valiosa fueron 500 obras dramáticas alemanas de la colección privada del dramaturgo Johann Christoph Gottsched adquiridas en una subasta de 1767. Después de la muerte de la duquesa en 1807, otros 2500 volúmenes de su colección privada pasaron a la biblioteca.
En una carta del 18 de agosto de 1787, tras una visita a la biblioteca, Friedrich Schiller le relata a su amigo Christian Gottfried Körner que «la biblioteca local es mantenida de una manera ejemplar y presentable. Aquí existe un catálogo real, con el que se puede encontrar cualquier libro según su tema en pocos minutos. La Historia y los autores de la antigüedad están excelentemente representados».
En 1797 el hijo de Ana Amalia, el duque Carlos Augusto, nombró a Johann Wolfgang Goethe uno de los dos administradores de la biblioteca. Dos meses más tarde se liberalizaron las reglas para el préstamo de libros y el tiempo que era posible tenerlos, lo que incrementó el número de usuarios. Otra de las medidas tomadas por Goethe fue la recuperación de libros que no habían sido devueltos por sus prestamistas. En sus notas se revela que entre los más grandes violadores de las reglas estaba nada más y nada menos que el filósofo Johann Gottfried Herder. Goethe incluso le envió al duque Carlos Augusto una lista de libros prestados por él, solicitando que fueran devueltos. Este último hecho demuestra el grado de autonomía que la biblioteca había obtenido, desarrollo que no fue impedido por el duque. Bajo le dirección de Goethe y su colega, Christian Gottlob Voigt, la biblioteca se convirtió cada vez más en una organización profesional y burocrática.
Goethe no era solamente uno de los administradores de la biblioteca, sino también un usuario. Entre 1792 y 1832 sacó prestados 2276 títulos, los cuales documentó cuidadosamente en los registros de la biblioteca. Entre las adquisiciones de esta época destaca una colección de manuscritos de Meistersinger del siglo XIV al XVII.
En 1798 el duque Carlos Augusto donó a la biblioteca su colección de panfletos sobre la Revolución francesa, en 1805 la colección de literatura erótica y en 1825 su colección de 4000 títulos sobre temas militares. Donó además su colección de 6000 mapas, que incluía uno de los primeros mapas de América realizado en 1527. La biblioteca creció aún más con la mediatización y secularización de 1803, cuando una magnífica biblia pauperum iluminada, del año 1340, entró en la colección procedente del monasterio de Erfurt.
Durante la administración de Goethe y Voigt, la colección se duplicó, alcanzando 80 000 volúmenes. La responsabilidad de catalogar este gigantesco incremento en el inventario era la responsabilidad del bibliotecario y escritor Christian August Vulpius, el cuñado de Goethe. Gracias a su labor, la biblioteca estaba entre las mejor organizadas y más útiles en toda la Alemania de esa época.

### Historia entre 1832 a 1991
A partir de 1830, después de la muerte del duque Carlos Augusto en 1828, el presupuesto de la biblioteca fue reducido drásticamente y quedó debajo del de las bibliotecas en cortes comparables. El énfasis pasó de la adquisición de colecciones privadas a la adquisición de novedades editoriales contemporáneas, por lo que se obtuvieron muchas primeras ediciones de autores del romanticismo alemán. Además, las donaciones privadas y sobre todo donaciones de la familia ducal siguieron enriqueciendo el inventario de la biblioteca. La duquesa Ana Pávlovna donó obras de literatura rusa, así como una partitura manuscrita del propio Wolfgang Amadeus Mozart del Concierto para piano n.º 15 en si bemol mayor (KV 450).

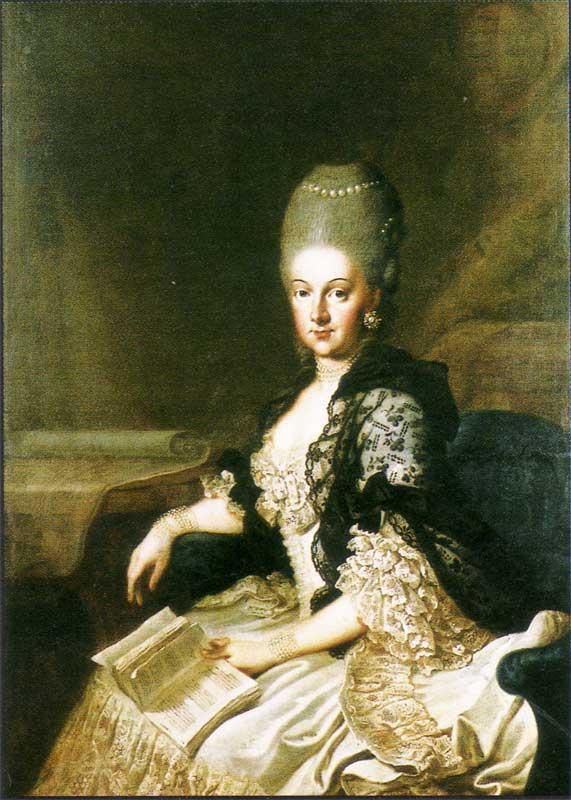
Retrato de Ana Amalia de Brunswick-Wolfenbüttel

A partir de mediados del siglo XIX se agregaron a la sala rococó♙retratos y otras obras de arte para conmemorar el apogeo del clasicismo de Weimar. La sala se convirtió en un lugar de peregrinación para los visitantes de♙Weimar y se comenzó a cobrar la entrada. En el libro de visitas de la época se encuentran, entre las de muchos famosos, las firmas de Otto von Bismarck y Hugo von Hofmannsthal.
Después de la abdicación del Gran duque Guillermo Ernesto de Sajonia-Weimar-Eisenach el 9 de noviembre de 1918 debido a la derrota alemana en la Primera Guerra Mundial, la biblioteca pasó a ser propiedad del recién creado estado de Turingia con el nombre de  «Biblioteca estatal de Turingia». A pesar de las vicisitudes políticas y los cambios de gobierno, el inventario de la biblioteca siguió creciendo. Los nazis asignaron a la biblioteca los libros confiscados de las bibliotecas de partidos políticos, asociaciones de trabajadores, grupos religiosos y personas privadas que fueron perseguidos por ellos. Hoy en día lo que resta de estas adquisiciones se califica como «bienes robados» y deberán ser restituidas a sus legítimos dueños.  Los nazis politizaron además los objetivos de la biblioteca para sus fines. 
Durante la Segunda Guerra Mundial, las dos terceras partes del inventario, incluyendo las obras más valiosas, fueron almacenadas en seis depósitos distintos para protegerlas. La colección sobrevivió la guerra sin pérdidas mayores, e incluso el edificio y las obras de arte escaparon de los bombardeos aliados de la ciudad sin daños.
Después de la guerra, los gobernantes de la Alemania Oriental politizaron una vez más los objetivos de la biblioteca y el énfasis pasó a ser esta vez ayudar a «la construcción del socialismo». Se realizó una «limpieza» de obras que, según el juicio de las autoridades comunistas, eran contrarias a este fin, con énfasis en la «limpieza» de obras de autores considerados simpatizantes de los nazis. Entre 1945 y 1951 las autoridades reportaron que 10 000 volúmenes habían sido «erradicados» del inventario.
La biblioteca sufrió varios cambios de función, movimientos de inventario, fusiones y cambios de nombre durante la existencia de la Alemania Oriental, pero la mayor parte de la colección se conservó hasta la reunificación alemana a fines de 1990.

### Historia a partir de 1991

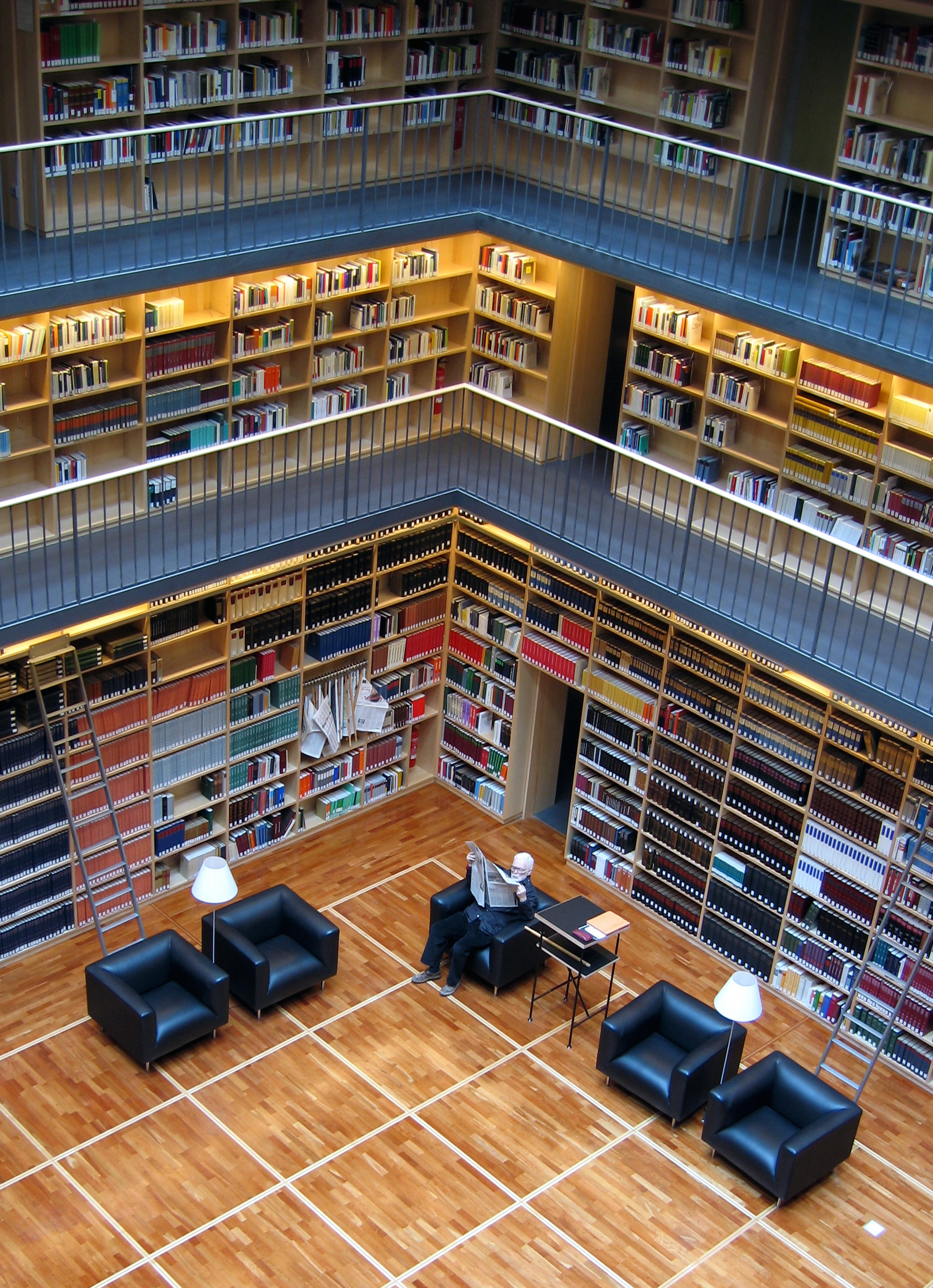
Vista del interior del Cubo de libros.

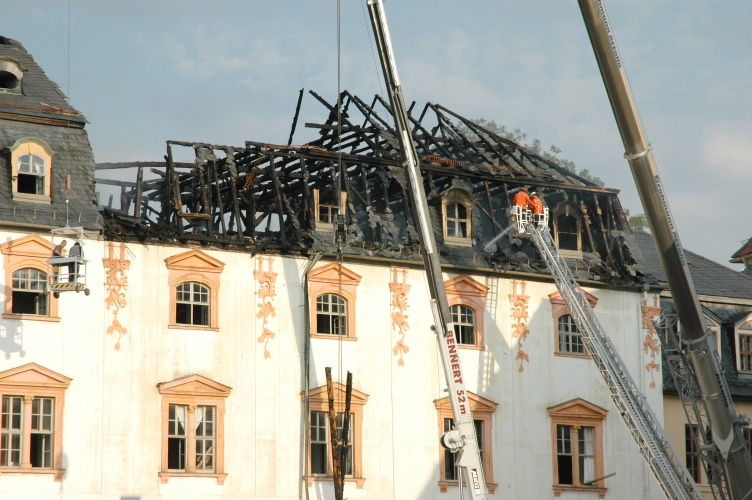
Daños causados por el incendio de 2004.

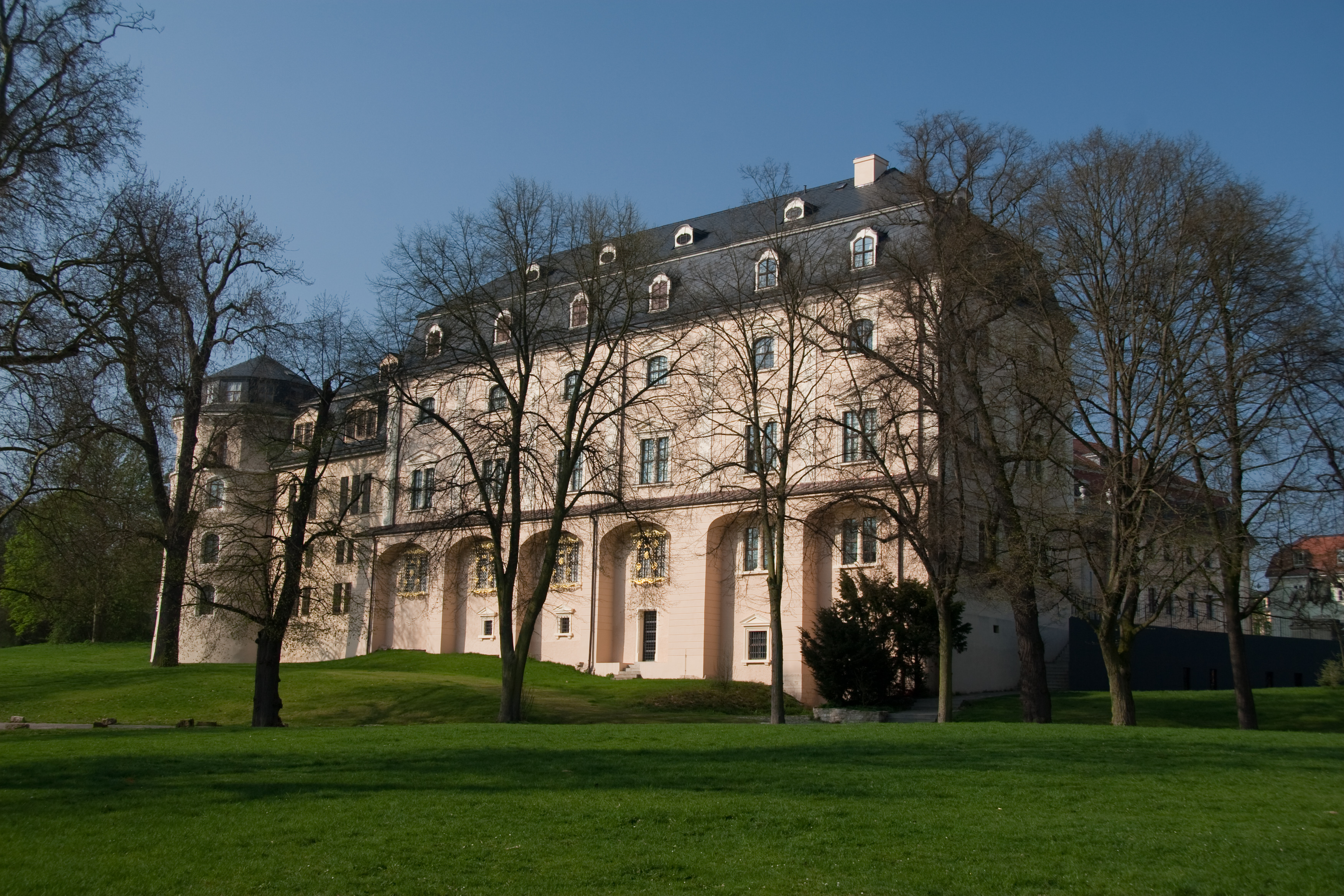
La biblioteca vista desde el parque.

El 300 aniversario de la fundación de la biblioteca coincidió con pocos meses de diferencia con la reunificación de Alemania. El nombre se cambió a su nombre actual, «Biblioteca de la duquesa Ana Amalia», para honrar a la principal patrocinadora de la institución. La misión de la biblioteca se definió en convertirse en un centro de investigación en el área de historia de la literatura e historia cultural, con énfasis en la literatura alemana, la de la ilustración y de la literatura del romanticismo.
En 1994 la "Sociedad Shakespiriana alemana", que es la sociedad literaria más antigua de Alemania, traspasó su colección completa de unos 10 000 volúmenes sobre William Shakespeare a la biblioteca.
En mayo de 2002 se inició la construcción de dos depósitos subterráneos con capacidad para almacenar 1,4 millones de libros y facilitar su distribución. El proyecto incluía además una ampliación de la biblioteca, con un centro de estudio moderno. El proyecto incluía todas las medidas de seguridad y protección modernas por un costo total de €23 millones de euros.  En agosto de 2004 se empezaron a trasladar los primeros libros a los nuevos depósitos, pero cinco semanas más tarde se declaró un incendio en el edificio principal de la biblioteca.

#### Incendio del año 2004

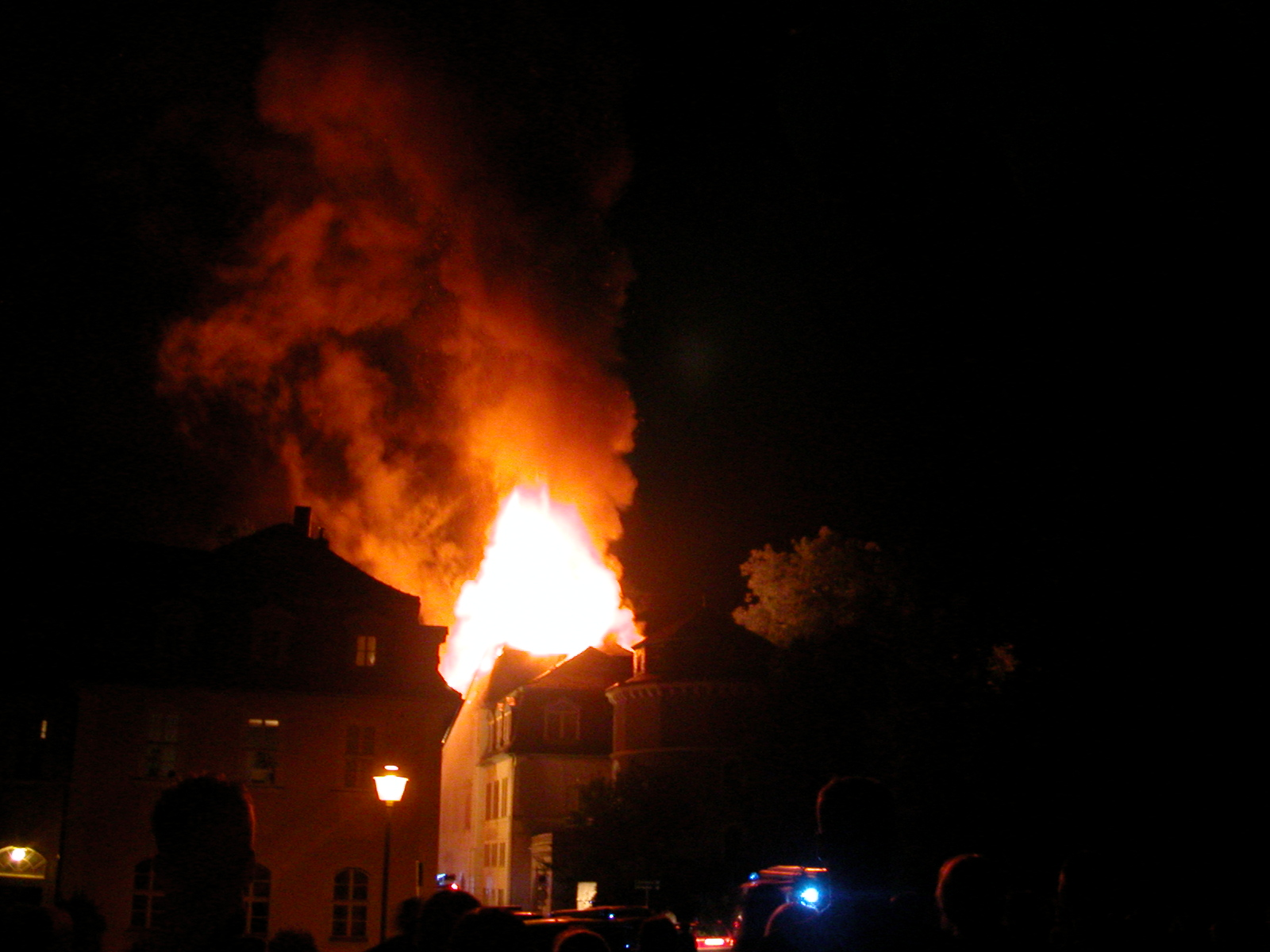
Incendio de la biblioteca.

En la noche del 2 de septiembre de 2004, se produjo un incendio en el tejado del edificio principal conocido como el Palacio verde. Una investigación de la policía federal criminal no pudo determinar la causa exacta del incendio, pero se sospecha de un cortocircuito causado por un cable eléctrico.
Durante el incendio, gracias al esfuerzo de cientos de voluntarios improvisados, se rescataron cerca de 28 000 libros de las llamas, entre ellos una Biblia de Lutero de 1534. En total unos 50 000 libros fueron destruidos en su totalidad y otros 62 000 sufrieron daños mayores a causa del fuego y el agua usada para extinguirlo.  Este total incluye dos quintas partes (40%) del inventario de libros anterior a 1850. Además 37 pinturas de los siglos XVI al XVIII fueron destruidas. Las pérdidas materiales en libros se estimaron en un valor de 67 millones de euros.  A pesar de estas trágicas pérdidas, se salvaron los libros y documentos más valiosos como los incunables, manuscritos medievales, globos terráqueos, mapas antiguos, la biblioteca privada de Friedrich Nietzsche y la colección más grande del mundo sobre Fausto.
Las pérdidas más grandes las sufrió la colección personal de partituras musicales de la duquesa Ana Amalia, que fue casi totalmente destruida. 95 obras del compositor Johann Nepomuk Hummel fueron consumidas por las llamas, incluyendo una partitura de la mano del mismo compositor. Se perdió también la mayor parte de la colección privada de Konrad Samuel Schurzfleisch, una de las primeras y más valiosas adquisiciones de la biblioteca.

#### Trabajos de restauración y reconstrucción
En la misma noche del incendio, varios libros estropeados por el agua fueron llevados al «Centro de conservación de libros» de Leipzig para ser leofilizados, que es un proceso de secado por congelación en una cámara de vacío. Hasta fines de 2011 un total de 31 000 libros dañados por el agua y las llamas habían sido restaurados y puestos de nuevo en circulación. Se espera que estos esfuerzos de restauración continúen hasta 2020.
También se asignaron fondos para reemplazar los libros destruidos con originales de los mismos, dando prioridad a la compra de libros impresos antes de 1850. Se han recaudado €35 millones de euros para este propósito de instituciones públicas, empresas privadas y donaciones individuales. Dentro de este marco se han adquirido hasta el momento unos 37 000 libros de anticuarios, de los cuales 14 700 procedían de donaciones privadas y de otras bibliotecas. En total unos 10 000 libros que fueron destruidos por las llamas, han sido reemplazados con copias bibliográficas idénticas.
El 5 de febrero de 2005 se completó el traslado de libros a los depósitos subterráneos y se abrió al público el nuevo centro de estudio conocido como el "Cubo de libros" (Bücherkubus). Los trabajos de reconstrucción y saneamiento del Palacio verde duraron hasta 2007. El edificio fue reabierto al público el 24 de octubre de ese año, día del aniversario del nacimiento de la duquesa Ana Amalia.
Desde su reapertura, la biblioteca se ha convertido en una de las principales atracciones turísticas de la ciudad de Weimar. En 2012 un total de 83 355 personas compraron entradas para ver la sala rococó.